# Bio F.R.E.A.K.S.
Bio F.R.E.A.K.S. é um jogo eletrônico de luta em 3D desenvolvido pela Midway Studios San Diego e publicado em 1998 para PlayStation, Nintendo 64 e Windows, apesar de ter sido inicialmente planejado para lançamento em fliperamas. A jogabilidade se concentra no combate em ritmo acelerado, incorporando batalhas em suspensão, combates com projéteis de longo alcance e ambientes interativos com armadilhas mortais.
Bio F.R.E.A.K.S. é ambientado em um futuro em que os rápidos avanços tecnológicos e de bioengenharia levam a conflitos em massa entre corporações gigantes conhecidas como "GI-Corps". Em seu lançamento, o jogo recebeu críticas mistas; embora elogiado pelo design inovador dos personagens e pelas batalhas sangrentas, ele foi criticado pelos controles e pelo sistema de combate.

## Jogabilidade
Bio F.R.E.A.K.S. é um jogo de luta com ritmo acelerado onde os jogadores podem se envolver em batalhas aéreas e utilizar ambientes interativos. A jogabilidade enfatiza lutas de longo alcance, com equipamentos de projéteis, e cada personagem é capaz de executar mais de 20 ataques exclusivos. As batalhas aéreas permitem que os jogadores continuem o combate em pleno ar, e o jogo inclui uma visão tridimensional em primeira pessoa no modo para um jogador. Para isso, cada personagem é equipado com um propulsor a jato.
O jogo permite que o jogador navegue por várias áreas de uma arena. É possível experimentar diferentes níveis de interatividade, como cair em poços de lava ou lutar embaixo d'água. Os ambientes do jogo incluem armadilhas mortais que podem desmembrar ou matar os lutadores. A ausência de um botão de bloqueio é substituída por uma opção de escudo que requer movimentos específicos para ser ativado.

## Enredo
Em um futuro próximo, os rápidos avanços em tecnologia e bioengenharia nos Estados Unidos levam a conflitos e espionagem em massa entre corporações gigantes conhecidas como "GI-Corps". O conflito resultante, conhecido como Guerra Civil Tecno-Industrial, divide o país e causa o colapso da economia, com os estados declarando independência federal para evitar serem anexados por uma das GI-Corps. A falência do governo resultante e a aquisição contínua pelas corporações GI levam ao surgimento da nova região chamada Neo-Amerika.
Para evitar mais conflitos e, com sorte, reunificar os Estados Unidos, é formada a Secret Games Commission (SGC), que trabalha com os membros restantes do governo para organizar um torneio de luta para resolver as disputas entre as GI-Corps. No torneio, cada GI-Corp escolheria um campeão para representá-la, e a GI-Corp vencedora ganharia a propriedade de todos os estados da perdedora, decidindo, por fim, qual GI-Corp controlaria toda a Neo-Amerika. O plano é colocado em prática, levando à criação de Synthoids Biológicos, Robóticos Voadores, Armados e Assassinos (do inglês "Biological Flying Robotic Enhanced Armored Killing Synthoids", ou "Bio F.R.E.A.K.S."), que servem como campeões para cada GI-Corp participante. No entanto, vários dos lutadores se ressentem de serem controlados pela GI-Corps e começam a formar um movimento de resistência clandestino para conquistar seus direitos iguais.

## Recepção
Bio F.R.E.A.K.S. foi recebido de forma mista pela crítica especializada. Matt Casamassina, da IGN, observou que, embora o jogo "ofereça um conjunto equilibrado de movimentos e opções", ele não tem o "motor de jogo de luta sério" necessário para competir com títulos como Tekken e Virtua Fighter. Nick Smith, da AllGame, elogiou a velocidade, os gráficos e a jogabilidade geral do jogo, afirmando que ele "tem a velocidade, os gráficos e a jogabilidade geral de um jogo de primeira linha do tipo caça-níqueis." No entanto, Frederick Lewis Jones Jr., da mesma publicação, destacou a frustração causada pela IA do jogo, que usa truques "extremamente baixos" mesmo no nível "novato", o que torna difícil derrotar determinados adversários.
A Game Informer criticou o jogo, observando que "o combate corpo a corpo muitas vezes fica em segundo plano" em relação às armas de longo alcance. A GameRevolution apreciou o design inovador dos personagens e os ambientes 3D, mas criticou os controles e o sistema de luta, afirmando que "parece pegajoso e infantil" em comparação com outros jogos de luta. A GamePro elogiou as batalhas sangrentas do jogo, mas observou que Bio F.R.E.A.K.S. pode ser ofuscado por outros jogos de luta em arena, como Bloody Roar e Mortal Kombat 4.